# Claire Feuerstein
Claire Feuerstein (28 de febrero de 1986, Grenoble) es una exjugadora de tenis profesional de Francia.
Hizo su debut en la competición profesional en 2002, a los 16 años de edad, en un torneo ITF en Les Contamines, Francia.
De 2002 a 2009 se desempeñó en muchos torneos de la ITF, con tres victorias. Su primera aparición en un evento WTA fue en 2009 el Torneo de Estrasburgo, donde perdió en la primera ronda de la competencia individuales femenino, pero llegó a la final de la competición de dobles, con Stephanie Foretz.
Recibió un wildcard para entrada al cuadro principal del Abierto de Francia 2009, pero perdió ante la sembrada número 7, Svetlana Kuznetsova, en la primera ronda.

## Títulos WTA

### Dobles (0)
| Leyenda               |
| --------------------- |
| Grand Slam (0)        |
| Juegos Olímpicos (0)  |
| WTA Championships (0) |
| Premier Mandatory (0) |
| Premier 5 (0)         |
| Premier (0)           |
| International (0)     |

#### Finalista (1)
| N.º | Fecha              | Torneos     | Superficie    | Pareja           | Oponentes                      | Resultado |
| --- | ------------------ | ----------- | ------------- | ---------------- | ------------------------------ | --------- |
| 1.  | 23 de mayo de 2009 | Estrasburgo | Tierra batida | Stéphanie Foretz | Nathalie Dechy Mara Santangelo | 0–6, 1–6  |

## Títulos ITF

### Individual (1)
| Torneos de $100,000 |
| Torneos de $75,000  |
| Torneos de $50,000  |
| Torneos de $25,000  |
| Torneos de $15,000  |
| Torneos de $10,000  |

| N.º | Fecha                   | Torneo                     | Superficie    | Oponentes         | Resultado               |
| --- | ----------------------- | -------------------------- | ------------- | ----------------- | ----------------------- |
| 1.  | 2 de abril de 2007      | Bath, Reino Unido          | Dura (i)      | Kateřina Vaňková  | 6–3, 6–3                |
| 2.  | 15 de abril de 2007     | Torhout, Bélgica           | Dura          | Yanina Wickmayer  | 6–4, 6–4                |
| 3.  | 21 de enero de 2008     | Grenoble, Francia          | Dura (i)      | Anne-Laure Heitz  | 6–3, 4–6, 6–4           |
| 4.  | 5 de octubre de 2009    | Limoges, Francia           | Tierra batida | Anaïs Laurendon   | 6–0, 5–7, 6–3           |
| 5.  | 6 de diciembre de 2009  | Přerov, República Checa    | Dura (i)      | Ksenia Lykina     | 6–7(5–7), 6–3, 6–4      |
| 6.  | 18 de julio de 2011     | Les Contamines, Francia    | Dura          | Anaïs Laurendon   | 7–6(7–4), 2–6, 7–6(7–2) |
| 7.  | 17 de octubre de 2011   | Glasgow, Reino Unido       | Dura          | Yvonne Meusburger | 6–3, 6–1                |
| 8.  | 15 de octubre de 2012   | Limoges, Francia           | Dura (i)      | Maryna Zanevska   | 7–5, 6–3                |
| 9.  | 2 de septiembre de 2013 | Mestre, Italia             | Tierra batida | Nastja Kolar      | 6–1, 7–6(7–2)           |
| 10. | 24 de marzo de 2014     | Croissy-Beaubourg, Francia | Dura (i)      | Renata Voráčová   | 6–3, 4–6, 6–4           |
| 11. | 6 de marzo de 2016      | Mâcon, Francia             | Dura (i)      | Vesna Dolonc      | 6–2, 4–6, 6–4           |

#### Finalista (8)
| N.º | Fecha                   | Torneo                   | Superficie    | Oponentes                 | Resultado     |
| --- | ----------------------- | ------------------------ | ------------- | ------------------------- | ------------- |
| 1.  | 2 de marzo de 2009      | Lyon, Francia            | Dura          | Zhang Shuai               | 6–1, 1–6, 3–6 |
| 2.  | 25 de marzo de 2009     | Jersey, Reino Unido      | Dura (i)      | Katie O'Brien             | 5–7, 0–1 ret. |
| 3.  | 22 de noviembre de 2010 | Přerov, República Checa  | Dura (i)      | Renata Voráčová           | 6–4, 3–6, 5–7 |
| 4.  | 28 de febrero de 2011   | Lyon, Francia            | Dura          | Anna Remondina            | 6–7(6–8), 3–6 |
| 5.  | 13 de marzo de 2011     | Dijon, Francia           | Dura          | Alison Van Uytvanck       | 2–6 3–6       |
| 6.  | 13 de febrero de 2012   | Surprise, Estados Unidos | Dura          | Michelle Larcher de Brito | 1–6, 3–6      |
| 7.  | 1 de abril de 2012      | Phuket, Tailandia        | Dura          | Marta Sirotkina           | 5–7, 6–7(6–8) |
| 8.  | 20 de mayo de 2012      | Saint-Gaudens, Francia   | Tierra batida | Mariana Duque-Mariño      | 6–4, 3–6, 2–6 |